# Carillon (Nahaze e Achille Lauro)
Carillon è un singolo della cantante italiana Nahaze e del cantautore italiano Achille Lauro, pubblicato l'11 dicembre 2019.

## Descrizione
Si tratta del primo brano pubblicato dalla cantante Nathalie Hazel Intelligente, in arte Nahaze.

## Video musicale
Il video musicale, diretto da Bendo, duo composto da Andrea Santaterra e Lorenzo Silvestri, è uscito il 19 dicembre 2019 attraverso il canale YouTube della cantante.

## Tracce
1. Carillon – 4:02